# 塔居丁·阿布·法塔赫·伊爾·阿爾斯朗·本·阿特錫茲
塔居丁·阿布·法塔赫·伊爾·阿爾斯朗·本·阿特錫茲，簡稱塔居丁，是阿勞烏丁·阿布·穆扎法爾·阿特錫茲·本·郭土布丁·穆罕默德的兒子，是伊朗花剌子模王朝的第三任君主，繼承阿勞烏丁·阿布·穆扎法爾·阿特錫茲·本·郭土布丁·穆罕默德的政權。
| 前任： 阿勞烏丁·阿布·穆扎法爾·阿特錫茲·本·郭土布丁·穆罕默德 | 花剌子模王朝君主 1156年—1171年 | 繼任： 賈勞如丁·馬赫穆德·蘇爾坦肖·本·伊爾·阿爾斯朗 |